# 洋服ブラシ
洋服ブラシ（ようふくブラシ、cloth brush）は、洋服の埃を落としたり、生地の繊維を整えるためのブラシ。

## 種類
豚毛や馬毛を使用したものが主流。静電気除去機能があるものもある。

## エチケットブラシ
エチケットブラシという呼称は、1959年に初めて開発した日本シールの登録商標。
一般名称としては、リントブラシ (lint brush)などの呼び名がある。
パイル状にして起毛させた薄い合成繊維（ナイロンなど）を用いており、生地を撫でるようにして、ホコリを吸着する仕組み。
開発当初は柄付きのタイプだったが、現在では、鏡や靴べらが付いている折り畳み式や、馬楝やパウダーパフのように指を通して使う薄い種類などの、持ち運びやすい便利なタイプが増えた。